# Stèles égyptiennes antiques au musée national du Brésil

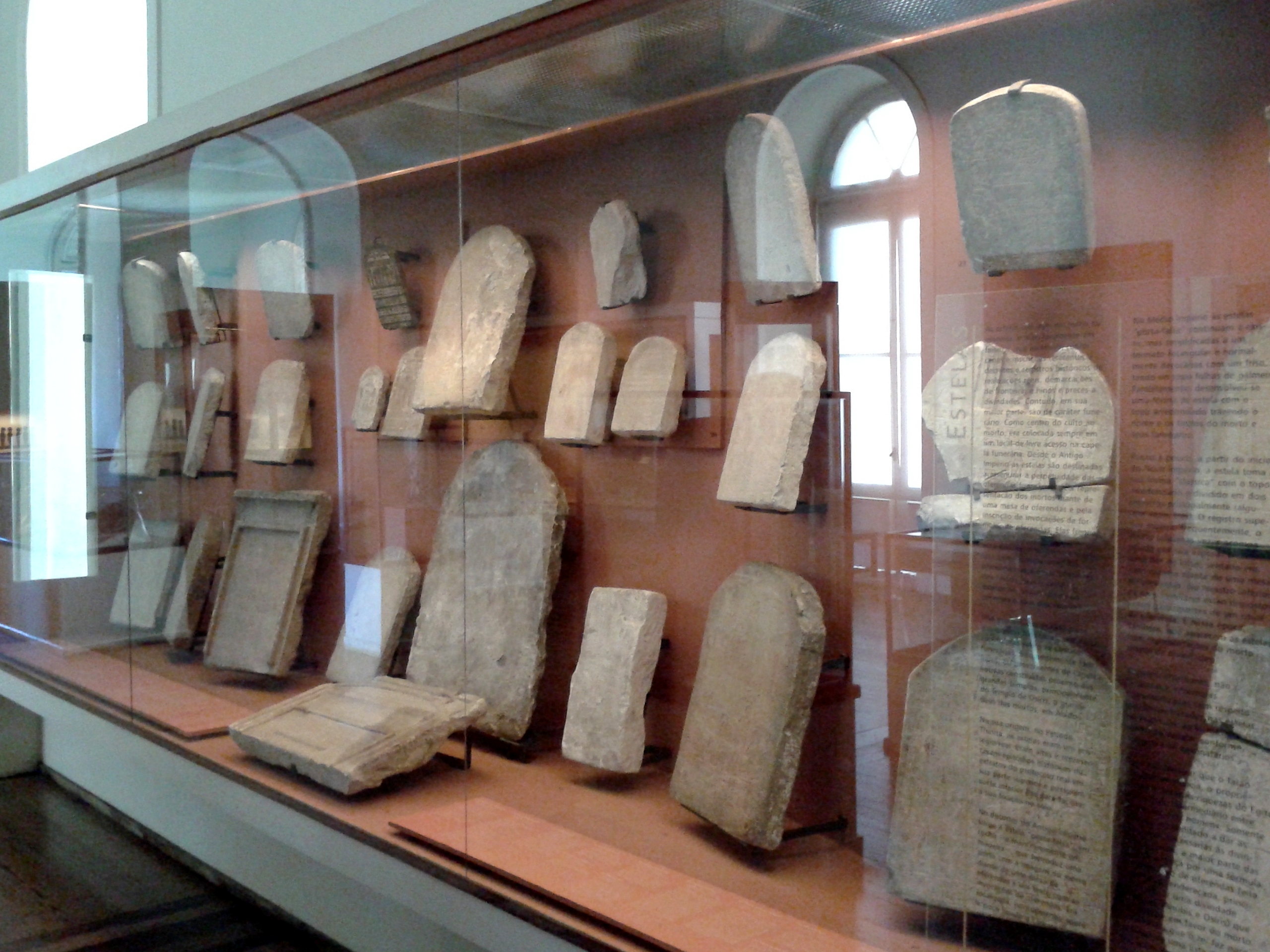
Stèles égyptiennes antiques au musée national du Brésil.

Le musée national du Brésil, ou musée national de l'université fédérale de Rio de Janeiro, comporte une collection de stèles de l'Égypte antique.
Une grande parte de cette collection vient de l'intérêt de l'empereur Pierre II pour les antiquités égyptiennes.
L'état actuel de la collection n'est pas connu après l'incendie du musée national dans la nuit du 2 au 3 septembre 2018.

## Liste des stèles
| Illustration | Nom                                 | Dates (av. J.-C.) | Dynastie |
| ------------ | ----------------------------------- | ----------------- | --- |
|              | Première stèle de Sahi              | vers 1991-1668    | Moyen Empire, XIIe ou XIIIe dynastieProvenance inconnue, probablement AbydosComposition : Roche calcaire ; figures et inscriptions incisées |
|              | Seconde stèle de Sahi               | vers 1991-1668    | Moyen Empire, XIIe ou XIIIe dynastieProvenance inconnue, probablement AbydosComposition : Roche calcaire ; figures et inscriptions incisées |
|              | Bas-relief de Sehetepibrê           | vers 1730         | Moyen Empire, XIIIe dynastieProvenance inconnue, probablement AbydosComposition : Roche calcaire ; figures et inscriptions incisées |
|              | Stèle de Seqedi Shemrê              | vers 1991-1668    | Moyen Empire, XIIe ou XIIIe dynastieProvenance inconnue, probablement AbydosComposition : Roche calcaire ; figures et inscriptions incisées |
|              | Stèle de Amenemopet                 | vers 1300-1200    | Nouvel Empire, XIXe dynastieProvenance inconnue, probablement AbydosComposition : Roche calcaire ; figures et inscriptions incisées |
|              | Stèle de Bakenamon                  | vers 1400         | Moyen Empire, XIIe ou XIIIe dynastieProvenance inconnue, probablement Abydos ou ThèbesComposition : Roche calcaire ; figures et inscriptions incisées |
|              | Stèle de Djed-Anhourefânkh          | vers 650-550      | Basse époque, XXVIe dynastieProvenance inconnue, probablement AbydosComposition : Roche calcaire ; figures et inscriptions incisées |
|              | Stèle de Haunefer                   | vers 1300-1200    | Nouvel Empire, XIXe dynastieProvenance inconnue, probablement AbydosComposition : Roche calcaire ; figures et inscriptions incisées |
|              | Stèle de Horkefaref et sa famille   | vers 1991-1668    | Moyen Empire, XIIe ou XIIIe dynastieProvenance inconnue, probablement AbydosComposition : Roche calcaire ; figures et inscriptions incisées |
|              | Stèle de Houy, fils de Pahou        | vers 1290         | Nouvel Empire, XIXe dynastie, règne de Séthi IerProvenance inconnue, probablement AbydosComposition : Roche calcaire ; figures et inscriptions incisées |
|              | Stèle de Ithou                      | vers 1300-1200    | Nouvel Empire, XIXe dynastieProvenance inconnue, probablement AbydosComposition : Roche calcaire ; figures et inscriptions incisées |
|              | Stèle de Mery                       | vers 1991-1668    | Moyen Empire, XIIe ou XIIIe dynastieProvenance inconnue, probablement AbydosComposition : Roche calcaire ; figures et inscriptions incisées |
|              | Stèle de Montousekher               | vers 1991-1668    | Moyen Empire, XIIe ou XIIIe dynastieProvenance inconnue, probablement AbydosComposition : Roche calcaire ; figures et inscriptions incisées |
|              | Stèle de Nakhtamon                  | vers 1200-1070    | Nouvel Empire, XXe dynastieProvenance inconnue, probablement AbydosComposition : Roche calcaire ; figures et inscriptions incisées |
|              | Stèle de Pentjek                    | vers 650-400      | Basse époque, XXVIe ou XXVIIe dynastie ; mais il est possible qu'elle soit d'une date plus récenteProvenance inconnue, probablement Thèbes ou Abydos (ou Edfou ?)Composition : Bois de sycomore ; figure peinte et inscriptions                                                                              |
|              | Stèle de Raia                       | vers 1300-1200    | Nouvel Empire, XIXe dynastieProvenance inconnue, probablement AbydosComposition : Roche calcaire ; figures et inscriptions incisées |
|              | Stèle de Renefânkh et de sa famille | vers 1991-1668    | Moyen Empire, XXIe ou XIIIe dynastieProvenance inconnue, probablement AbydosComposition : Roche calcaire ; figures et inscriptions incisées |
|              | Stèle de Rourou, fils de Amenemopet | vers 600-500      | Moyen Empire, XXIe ou XIIIe dynastieProvenance inconnue, probablement AbydosComposition : Roche calcaire ; figures et inscriptions incisées |
|              | Stèle de Senousret-Iounefer         | vers 1897-1878    | Moyen Empire, XIIe dynastieProvenance d'AbydosComposition : Pierre calcaire polychrome de 60,8 × 45,25 cmUne autre stèle de Senousret similaire à celle-ci, est actuellement conservée au Musée égyptien du Caire. Les deux stèles se trouvaient à l'origine dans la chapelle votive de la famille à Abydos. |
|              | Stèle non identifiée                | vers 600-400      | Basse époque, XXVIe ou XXVIIe dynastieProvenance inconnue, probablement AbydosComposition : Roche calcaire ; figures et inscriptions incisées |